# Компьенский вагон

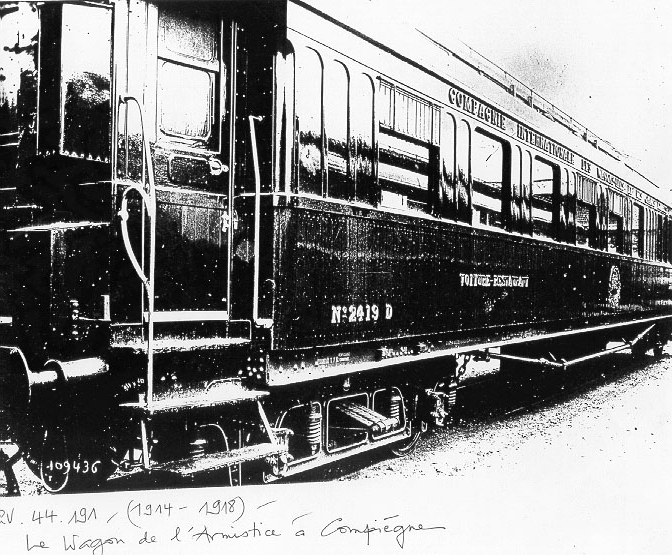
Компьенский вагон

Компьенский вагон (во французской историографии имеет название Wagon de l’Armistice — «вагон перемирия») — железнодорожный вагон, в котором в 1918 году было подписано Первое компьенское перемирие (капитуляция Германии), а в 1940 — Второе компьенское перемирие (капитуляция Франции).

## Первая мировая война и после

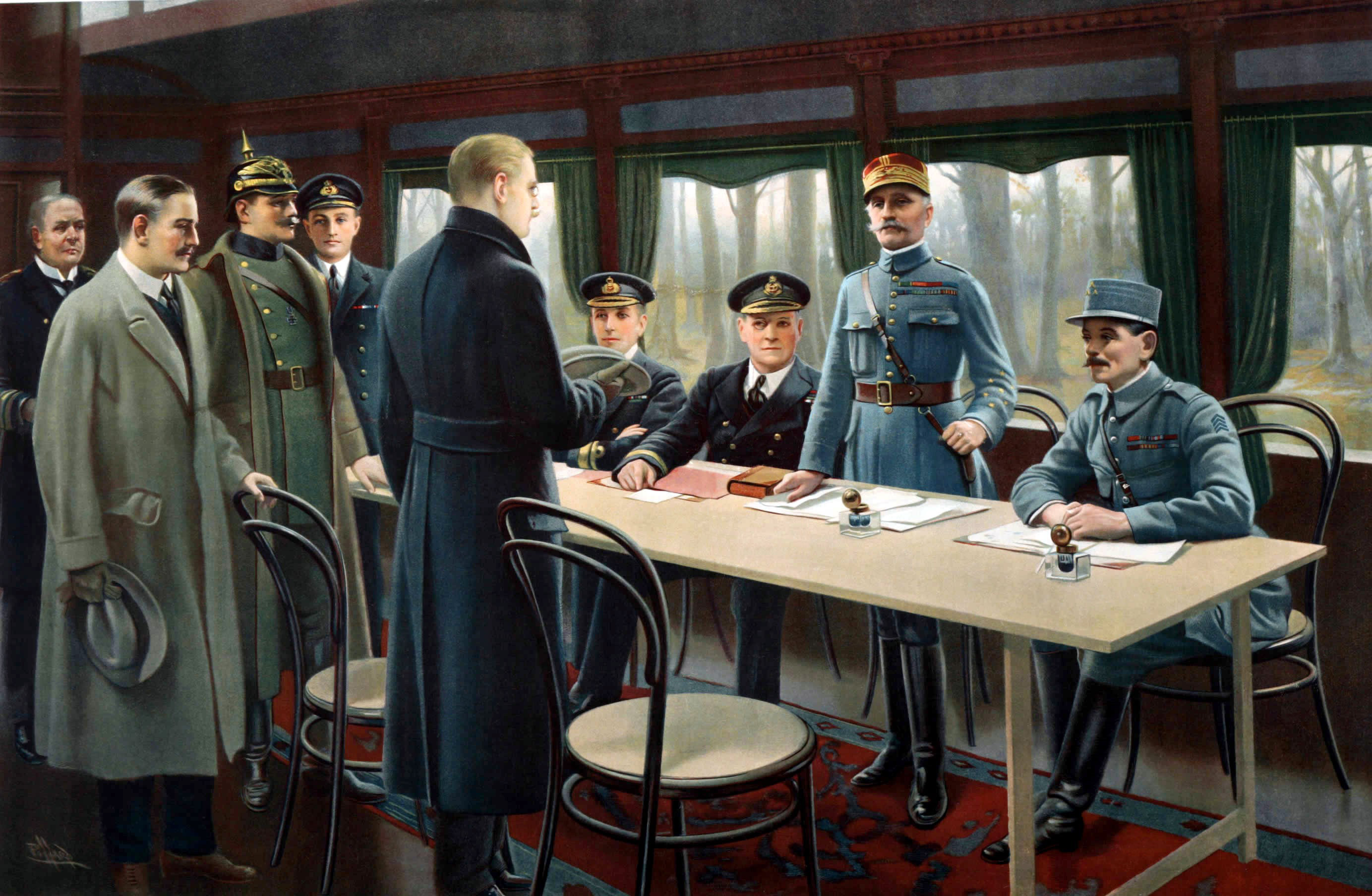
Подписание первого компьенского перемирия

Вагон был выпущен в 1914 году компанией Compagnie Internationale des Wagons-Lits в Сент-Дени как вагон-ресторан под номером 2419 D, был переоборудован в штабной для маршала Фоша, и выбран в 1918 году Фошем для подписания в нём перемирия с Германией. 11 ноября 1918 года в нём было подписано завершившее боевые действия Первой мировой войны Первое компьенское перемирие между Францией и другими союзниками и Германией в Компьенском лесу в департаменте Уаза.
В межвоенный период вагон сначала был определён личным вагоном президента Мильерана, на котором он в декабре 1920 года совершил поездку в Верден, затем выставлялся в Доме инвалидов и на мемориальной Поляне перемирия. 11 ноября 1927 года для вагона было построено здание на Поляне перемирия.

## Вторая мировая война

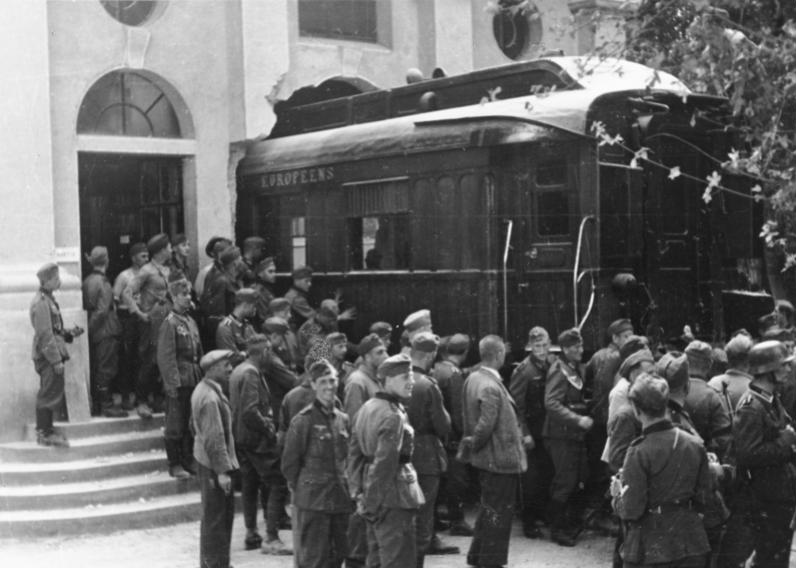
Немецкие солдаты вывозят Компьенский вагон из музея сквозь пролом в стене — подготовка ко второму перемирию

В июне 1940 года, когда французские войска были разбиты вооружёнными силами нацистской Германии, вагон по непосредственному приказу Адольфа Гитлера был извлечён из этого здания, для чего пришлось взорвать стену. Он настоял, чтобы подписание Второго компьенского перемирия, означавшего фактическую капитуляцию Франции перед Германией, состоялось именно в нём. Спустя два дня после подписания перемирия, 24 июня 1940 года, вагон был доставлен в Берлин, где в течение недели был выставлен на всеобщее обозрение у Бранденбургских ворот. В 1944 году он был вывезен из Берлина в город Рулу в Тюрингии, а в апреле 1945 года по приказу Гитлера сожжён солдатами СС в городе Краувинкель.

## После Второй мировой войны
11 ноября 1950 года на восстановленной Поляне перемирия был установлен вагон той же серии, но 1913 года выпуска, найденный в Румынии; его номер 2439 D заменили на номер оригинального Компьенского вагона. В 1992 году выяснилось, что некоторые останки сожжённого Компьенского вагона всё же сохранились, после чего правительство Германии передало их Франции. Правительство Франции рассматривало вариант вмонтировать эти куски металла в обшивку вагона, установленного на Поляне, но сочли этот вариант неэстетичным.